# Фур-ан-Вексен
Фур-ан-Вексе́н (фр. Fours-en-Vexin) — колишній муніципалітет у Франції, у регіоні Нормандія, департамент Ер. Населення — 191 осіб (2011).
Муніципалітет був розташований на відстані близько 70 км на північний захід від Парижа, 50 км на південний схід від Руана, 39 км на північний схід від Евре.

## Історія
До 2015 року муніципалітет перебував у складі регіону Верхня Нормандія. Від 1 січня 2016 року належав до нового об'єднаного регіону Нормандія.
1 січня 2016 року Фур-ан-Вексен, Бертенонвіль, Бю-Сен-Ремі, Каень, Кантьє, Сів'єр, Дамменій, Еко, Фонтене, Форе-ла-Фолі, Фурж, Гітрі, Панієз i Турні було об'єднано в новий муніципалітет Вексен-сюр-Епт.

## Демографія
Динаміка населення (INSEE ):
Розподіл населення за віком та статтю (2006):
| Стать | Всього | До 15 років | 15-24 | 25-44 | 45-64 | 65-85 | Понад 85 |
| --- | ------ | ----------- | ----- | ----- | ----- | ----- | -------- |
| Чоловіки | 94     | 20          | 8     | 24    | 38    | 4     | 0        |
| Жінки | 75     | 19          | 8     | 24    | 20    | 4     | 0        |
| \| Статево-вікова піраміда \| Статево-вікова піраміда \| Статево-вікова піраміда \| \| ----------------------- \| ----------------------- \| ----------------------- \| \| Чоловіки \| Вік \| Жінки \| \| 0 \| 85 + \| 0 \| \| 0 \| 80-84 \| 4 \| \| 0 \| 75-79 \| 0 \| \| 0 \| 70-74 \| 0 \| \| 4 \| 65-69 \| 0 \| \| 8 \| 60-64 \| 4 \| \| 4 \| 55-59 \| 0 \| \| 15 \| 50-54 \| 8 \| \| 11 \| 45-49 \| 8 \| \| 8 \| 40-44 \| 8 \| \| 4 \| 35-39 \| 4 \| \| 8 \| 30-34 \| 4 \| \| 4 \| 25-29 \| 8 \| \| 0 \| 20-24 \| 4 \| \| 8 \| 15-20 \| 4 \| \| 8 \| 10-14 \| 4 \| \| 8 \| 5-9 \| 0 \| \| 4 \| 0-4 \| 15 \| |        |             |       |       |       |       |          |
| Статево-вікова піраміда |        |             |       |       |       |       |          |
| Чоловіки | Вік    | Жінки       |       |       |       |       |          |
| 0 | 85 +   | 0           |       |       |       |       |          |
| 0 | 80-84  | 4           |       |       |       |       |          |
| 0 | 75-79  | 0           |       |       |       |       |          |
| 0 | 70-74  | 0           |       |       |       |       |          |
| 4 | 65-69  | 0           |       |       |       |       |          |
| 8 | 60-64  | 4           |       |       |       |       |          |
| 4 | 55-59  | 0           |       |       |       |       |          |
| 15 | 50-54  | 8           |       |       |       |       |          |
| 11 | 45-49  | 8           |       |       |       |       |          |
| 8 | 40-44  | 8           |       |       |       |       |          |
| 4 | 35-39  | 4           |       |       |       |       |          |
| 8 | 30-34  | 4           |       |       |       |       |          |
| 4 | 25-29  | 8           |       |       |       |       |          |
| 0 | 20-24  | 4           |       |       |       |       |          |
| 8 | 15-20  | 4           |       |       |       |       |          |
| 8 | 10-14  | 4           |       |       |       |       |          |
| 8 | 5-9    | 0           |       |       |       |       |          |
| 4 | 0-4    | 15          |       |       |       |       |          |

## Економіка
2010 року серед 129 осіб працездатного віку (15—64 років) 98 були активними, 31 — неактивною (показник активності 76,0%, у 1999 році було 78,0%). З 98 активних мешканців працювала 91 особа (51 чоловік та 40 жінок), безробітними було 7 (2 чоловіки та 5 жінок). Серед 31 неактивної 6 осіб було учнями чи студентами, 18 — пенсіонерами, 7 були неактивними з інших причин.

У 2010 році в муніципалітеті числилось 68 оподаткованих домогосподарств, у яких проживали 196,0 особи, медіана доходів виносила 20 528 євро на одного особоспоживача